# Japanese Soba Noodles 蔦

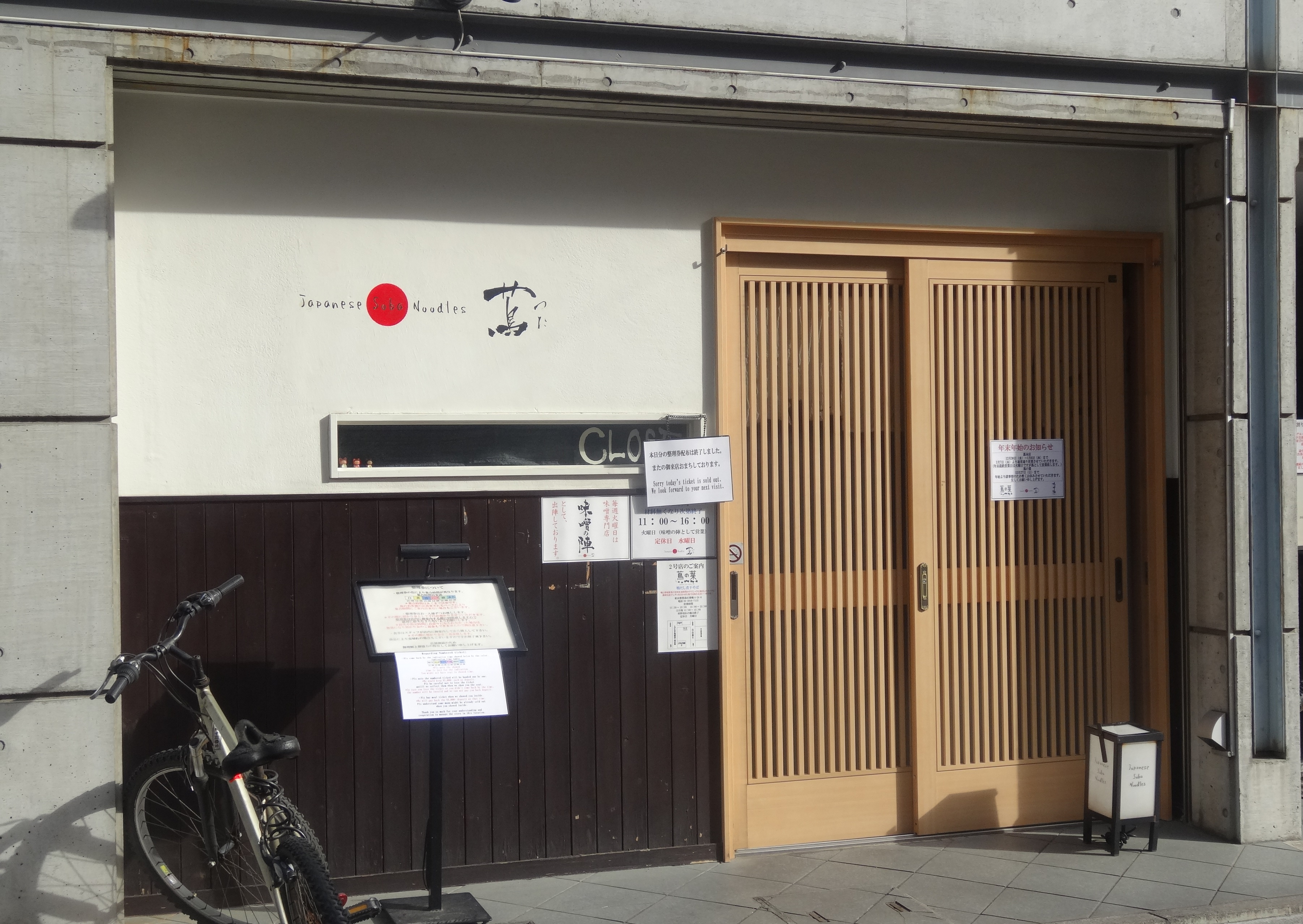
巣鴨時代の蔦外観

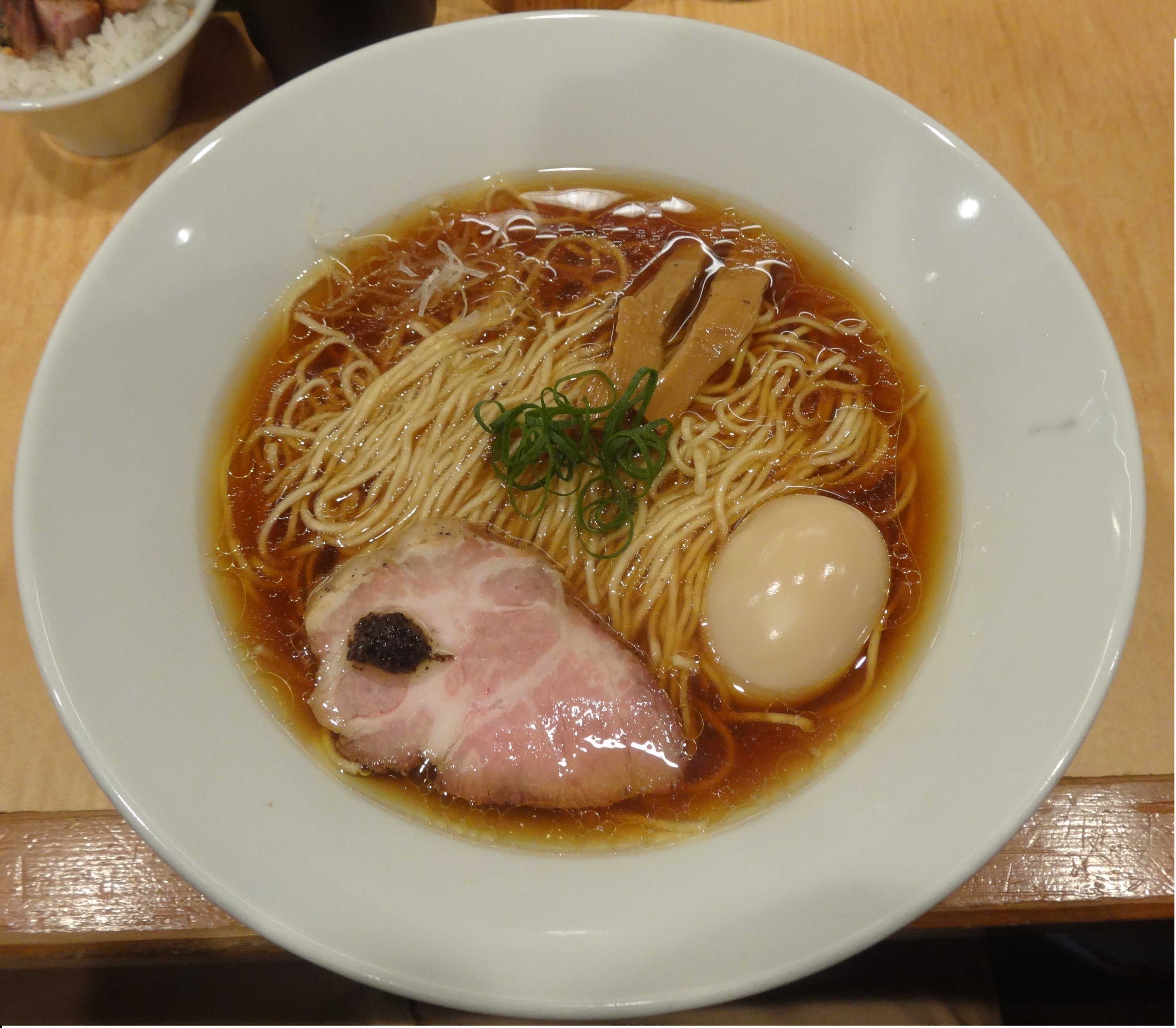
味玉醤油そば

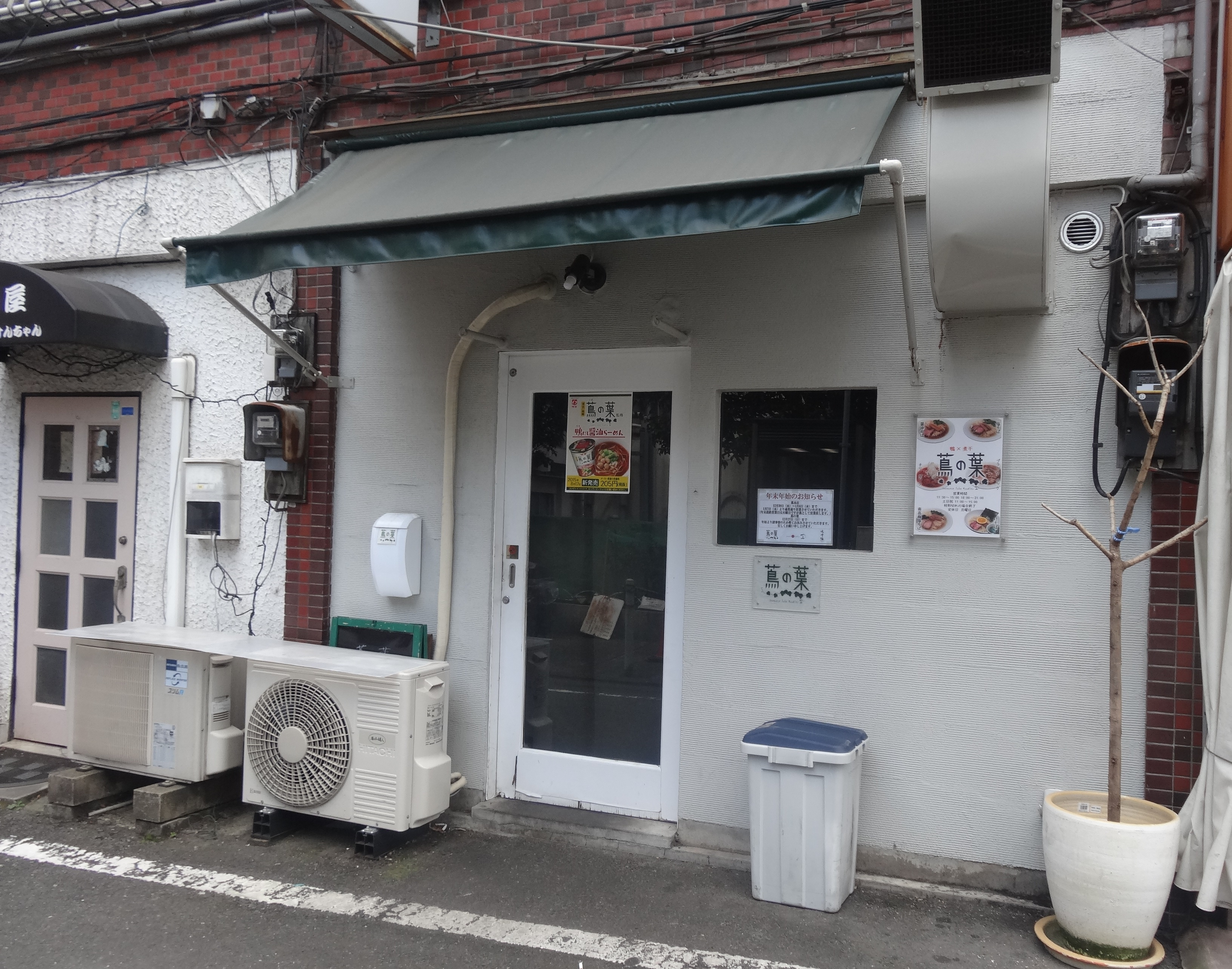
蔦の葉外観

Japanese Soba Noodles 蔦（ジャパニーズ ソバ ヌードル つた）は、東京都渋谷区西原三丁目2番4号に店舗を構えるラーメン店。ラーメン店として世界初のミシュランガイドの一つ星を獲得した。

## 沿革
創業者の大西祐貴は高校を卒業後、1997年藤沢市で父が開いていたラーメン店「七重の味の店 めじろ」で修業を開始する。しかし2001年に修業を辞め新聞の営業に転職。2003年にはさらにアパレル業界へ転職したものの、「日本の食文化の素晴らしさを世界中の人に伝えたい」という情熱が芽生え、2008年に渋谷区代々木「七重の味の店 めじろ」で修業再開。2012年1月26日豊島区巣鴨で独立を果たす。店名の蔦は家紋から、Japanese Soba Noodlesは「日本が誇る麺料理として育てたい」として「Japanese Soba Noodles 蔦」（以下「蔦」）とした。オープン時は醤油そば、煮干しそばの2品の提供のみであったが、塩、つけそばなどの新作を発売していく。
2013年にラーメンウォーカーグランプリ 全国新店部門で金賞受賞。鴨と煮干しをベースにした二号店「蔦の葉 Japanese Soba Noodles 蔦」（以下「蔦の葉」）を2014年6月26日にオープン。同年にラーメンウォーカーグランプリ全国総合部門で金賞受賞。また、2014年12月に発売されたミシュランガイド東京2015にビブグルマンとして掲載される2015年1月27日にはJapanese Soba Noodles 蔦にて火曜日限定営業の味噌専門店「味噌の陣 Japanese Soba Noodles 蔦」（以下「味噌の陣」）をオープンする。同年にもラーメンウォーカーグランプリ全国総合部門で金賞受賞、連覇をはたし、殿堂入りした。ミシュランガイド東京2016において「蔦」がラーメン店として世界初のミシュランガイドの一つ星を獲得した、ほか「蔦の葉」がビブグルマンとして掲載された。しかし、「近隣の苦情」などにより、12月16日に公式ブログにおいて「蔦の葉」と「味噌の陣」を12月27日で閉店することを発表する。「蔦の葉」は移転先を探して再オープンする予定だという。
2019年11月豊島区巣鴨の「蔦」が閉店し、12月13日渋谷区代々木上原で再開した。
2022年9月23日、創業者の大西祐貴が43歳で死去した事が同店公式ホームページで公表された。9月13日の夜に猫に本気で噛まれ翌日起きると左手が腫れ上がり激痛があるとポストし臨時休業しそのまま亡くなったため、ネット上で猫に噛まれたことが原因で死亡したという憶測・噂が流れた。しかし、お店の担当者は、猫は死因とは関係なく急性心不全だと伝えた。

## 特徴
来客の8割が注文するという看板メニューである醤油そばのダシには青森シャモロックとあさりや白身魚の切り身を使用。タレには和歌山県の生揚げ醤油、油にはイタリア産黒トリュフと鶏油を使用している。麺は国産小麦をブレンドしたものを使用している。

## 関連商品
サークルKサンクスから監修した2015年7月21日 - 8月10日の期間限定商品、「冷し醤油ラーメン（トリュフオイル入り）」と「煮玉子むすび」が発売。8月17日には明星食品から蔦の葉 Japanese Soba Noodles 蔦監修のカップ麺「明星 蔦の葉 鴨だし醤油らーめん」が発売されている。化学調味料を使用していないことも特徴となっている。